# Herman Hallberg
Charles Herman Emanuel Hallberg (Kalmar, 22 maggio 1997) è un calciatore svedese, centrocampista del Trelleborg.

## Biografia
È fratello minore di Melker Hallberg, anch'egli centrocampista. In famiglia vi sono altri due fratelli minori, entrambi avviati all'attività calcistica: Ossian Hallberg, nato nel 2000, e Uno Hallberg, nato nel 2004.

## Carriera
Cresciuto inizialmente nel Möre BK, club minore del circondario di Kalmar, Herman è approdato nel 2009 nelle giovanili del Kalmar FF, dove è stato raggiunto dal fratello maggiore Melker l'anno successivo.
A differenza di Melker (che è stato il più giovane debuttante di sempre del Kalmar), Herman ha dovuto attendere fino al 2016 per debuttare in prima squadra: l'esordio ufficiale è avvenuto infatti il 6 aprile 2016 alla seconda giornata di campionato, con un ingresso in campo nei minuti finali della sfida persa 4-1 sul campo dell'IFK Norrköping. Solo due giorni prima aveva firmato un contratto che lo includeva in prima squadra a tutti gli effetti. Ha chiuso la stagione con 15 presenze in campionato (8 da titolare e 7 da subentrante) e un gol, segnato contro il Falkenberg.
Nel marzo 2017 Herman Hallberg ha firmato un rinnovo fino al 2019. Nel frattempo si è ricongiunto con il fratello Melker, di ritorno al Kalmar in prestito dall'Udinese. I due non erano comunque gli unici consanguinei nella rosa del Kalmar, data la presenza dei tre fratelli Elm (David, Viktor e Rasmus). La sua permanenza al Kalmar e in Allsvenskan è durata fino al termine delle stagione 2019, quando è scaduto il suo contratto.
Svincolato, nel febbraio del 2020 è sceso nel campionato di Superettan firmando un triennale con il Trelleborg.

## Statistiche

### Presenze e reti nei club
Statistiche aggiornate al 5 gennaio 2017
| Stagione        | Squadra         | Campionato      | Campionato | Campionato | Coppe nazionali | Coppe nazionali | Coppe nazionali | Coppe continentali | Coppe continentali | Coppe continentali | Altre coppe | Altre coppe | Altre coppe | Totale | Totale |
| Stagione        | Squadra         | Comp            | Pres       | Reti       | Comp            | Pres            | Reti            | Comp               | Pres               | Reti               | Comp        | Pres        | Reti        | Pres   | Reti   |
| --------------- | --------------- | --------------- | ---------- | ---------- | --------------- | --------------- | --------------- | ------------------ | ------------------ | ------------------ | ----------- | ----------- | ----------- | ------ | ------ |
| 2016            | Kalmar          | A               | 15         | 1          | CS              | 0               | 0               | -                  | -                  | -                  | -           | -           | -           | 15     | 1      |
| 2017            | Kalmar          | A               | 17         | 2          | CS              | 1               | 0               | -                  | -                  | -                  | -           | -           | -           | 18     | 2      |
| Totale carriera | Totale carriera | Totale carriera | 32         | 3          |                 | 1               | 1               |                    | 3                  | 0                  |             | -           | -           | 33     | 3      |